# Rita macracanthus
Rita macracanthus es una especie de peces de la familia Bagridae en el orden de los Siluriformes.

## Morfología
• Los machos pueden llegar alcanzar los 26,3 cm de longitud total.

## Hábitat
Es un pez de agua dulce y de clima subtropical.

## Distribución geográfica
Se encuentran en Asia:  cuenca del río Indo a la Afganistán, el Pakistán y el noroeste de la India.